# Kraina (Słowenia)
Kraina (łac. Carniola, słoweń. Kranjska, wł. Carniola, niem. Krain) – region historyczno-etnograficzny Słowenii, ciągnący się od Karawanek na północy po rzekę Kupę na południu.
Wchodziła w skład Starej Rzeszy. Od 1364 Księstwo Krainy. Od XIX wieku także kraj koronny Austro-Węgier.

## Podział na regiony
Kraina dzieli się na poszczególne mniejsze regiony kulturowe: 
- Górna Kraina (Gorenjska)
- Dolna Kraina (Dolenjska) 
  - Biała Kraina (Bela krajina)
- Wewnętrzna Kraina (Notranjska)

## Historia

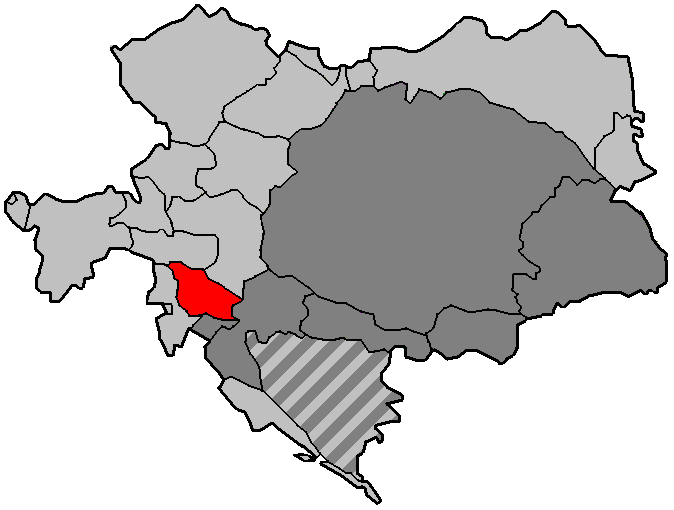
Kraina na mapie Austro-Węgier
Kraina jako samodzielna jednostka polityczna – jedna z marchii na południowo-wschodnim pograniczu państwa frankijskiego – powstała pod koniec IX wieku. W 952 roku została, wraz z pozostałymi marchiami, podporządkowana Księstwu Bawarii, a w 976 Księstwu Karyntii.
Marchia Krainy została trwale wyodrębniona w roku 1040; wtedy również przyłączono do niej Marchię Wendyjską. 11 czerwca 1077 roku marchie Krainy i Istrii zostały przyłączone do Patriarchatu Akwilei. Patriarchowie w roku 1122 podzielili Krainę na kilka wielkich lenn. W XII wieku Republika Wenecka stopniowo zagarnęła pobrzeże Półwyspu Istryjskiego. Pozostała część Marchii Istryjskiej przypadła Krainie. W latach 1245–1246 Kraina została po raz pierwszy połączona pod wspólnym berłem z krajami austriackimi jako włość Fryderyka II Bitnego z dynastii Babenbergów, a ok. 1254 roku straciła uprzywilejowany status marchii. W latach 1268–1278 region wchodził w skład królestwa Przemysła II Ottokara.
W 1278 roku Kraina po raz pierwszy znalazła się pod panowaniem Habsburgów, jednak już w 1282 została nadana hrabiom Tyrolu z dynastii Meinhardingów. Habsburgowie opanowali ją na stałe po wygaśnięciu tej dynastii w 1335 roku. W 1364 Rudolf IV Założyciel podniósł Krainę do rangi księstwa (Herzogtum). Tytuł ten cesarz zatwierdził dopiero w roku 1590. Lenna składające się na Krainę zostały ostatecznie zjednoczone w 1607 roku. Wraz z otaczającymi ją krajami koronnymi Kraina tworzyła tzw. Austrię Wewnętrzną.

## Miasta
Kraina pod względem administracyjnym dzieli się na 11 gmin:
- Ljubljana
- Kamnik
- Kranj
- Radovljica
- Logatec
- Postojna
- Litija
- Krško
- Novo Mesto
- Črnomelj
- Kočevje